# Rodamina WT
Rodamina WT (onde WT é do inglês Water Tracing, ou “rastreamento de água”)  é o nome trivial do composto químico orgânico cloreto de N-(9-(2,4-dicarboxifenil)-6-(dietilamino)-3H-xanten-3-ilideno)-N-etil-etanaminium, sal dissódico, ou cloreto de 9-(2,4-dicarboxifenil)-3,6-bis(dietilamino)-xantilium, sal dissódico, com a fórmula C29H29ClN2Na2O5 , SMILES c1(c2c([o+]c3c1ccc(c3)N(CC)CC)cc(cc2)N(CC)CC)c1c(cc(cc1)C(=O)[O-])C(=O)[O-].[Na+].[Na+].[Cl-] e massa molecular 566,9901. Apresenta-se como um sólido, normalmente comercializado como pó, vermelho escuro a púrpura que é facilmente solúvel em água, metanol e etanol. 
Pertence às rodaminas, um grupo de corantes fluorescentes, como a rodamina B. É classificado com o número CAS 37299-86-8, PubChem 37718, Color Index Acid Red 388 (vermelho ácido), CID37718 e LS-65106.

## Síntese
É sintetizável a partir do 2,4-dicarboxibenzaldeído e m-hidroxi-N,N-dietilanilina (também denominada 3-hidroxi-N,N-dietilanilina ou 3-(dietilamino)fenol) por condensação em condições ácidas, obtendo-se o corante da massa reacional por desidratação com solvente  e posterior oxidação. Seca-se a solução por spray dryer, ressolubiliza-se em água que permite a dessalinização por nanofiltração e posterior "ressalga" (acréscimo de “carga”, especialmente, cloreto de sódio). Recupera-se mais um tanto de corante pela reciclagem do solvente de desidratação.

## Usos
É utilizado como um corante traçante.